# بيرغر لارسن
بيرغر لارسن (بالدنماركية:Birger Larsen)، من مواليد 27 مارس 1942، لاعب كرة قدم دنماركي سابق.
لعب مع منتخب الدنمارك لكرة القدم.

## مسيرته الكروية
لعب بيرغر لارسن خلال مسيرته الاحترافية مع نادِ واحدٍ في تسعة مواسم ولم يسجل خلالها أي هدف ضمن 165 مباراة. ولم يفز بأي موسم بالكأس أو بالدوري.
خاض بيرغر لارسن مسيرته مع نادي بولدكلوبن فرم في موسم 1961 ليلعب معه تسعة مواسم، مشاركًا في 165 مباراة ولم يسجل أي هدف.

## روابط خارجية
- بيرغر لارسن على موقع قاعدة بيانات كرة القدم.إي يو (الإنجليزية)
- بيرغر لارسن على موقع ناشيونال فوتبول تيمز (الإنجليزية)
- بيرغر لارسن على موقع عالم كرة القدم.نت (الإنجليزية)